# بارکر تن مایل (کارولینای شمالی)
بارکر تن مایل (به انگلیسی: Barker Ten Mile) شهری در ایالت کارولینای شمالی کشور ایالات متحده آمریکا است که جمعیت آن در سرشماری سال ۲۰۱۰ میلادی، ۹۵۲ نفر بوده‌است.